# 重庆市沙坪坝区树人小学校
重庆市沙坪坝区树人小学校创办于1938年，现址位于中华人民共和国重庆市沙坪坝区小龙坎新街46号，1981年成为重庆市第一批重点小学，2002年成为重庆市示范小学。校训为发展为本、精心树人。现任校长是杨志渭。